# Municipio 10 (Arkansas)
El municipio 10 (en inglés: Township 10) es un municipio ubicado en el condado de Benton en el estado estadounidense de Arkansas. En el año 2010 tenía una población de 16402 habitantes y una densidad poblacional de 144,43 personas por km².

## Geografía
El municipio 10 se encuentra ubicado en las coordenadas 36°27′13″N 94°18′29″O / 36.45361, -94.30806. Según la Oficina del Censo de los Estados Unidos, el municipio tiene una superficie total de 113.57 km², de la cual 110.13 km² corresponden a tierra firme y (3.02%) 3.43 km² es agua.

## Demografía
Según el censo de 2010, había 16402 personas residiendo en el municipio 10. La densidad de población era de 144,43 hab./km². De los 16402 habitantes, el municipio 10 estaba compuesto por el 95.9% blancos, el 0.55% eran afroamericanos, el 1.06% eran amerindios, el 0.59% eran asiáticos, el 0.06% eran isleños del Pacífico, el 0.62% eran de otras razas y el 1.21% pertenecían a dos o más razas. Del total de la población el 2.63% eran hispanos o latinos de cualquier raza.